# Реймі
Реймі (англ. Ramea) — містечко в Канаді, у провінції Ньюфаундленд і Лабрадор.

## Населення
За даними перепису 2016 року, містечко нараховувало 447 осіб, показавши скорочення на 15,0%, порівняно з 2011-м роком. Середня густина населення становила 236 осіб/км².
З офіційних мов обидвома одночасно не володів жоден з жителів, тільки англійською — 445. Усього 5 осіб вважали рідною мовою не одну з офіційних.
Працездатне населення становило 44% усього населення, рівень безробіття — 21,2% (16,7% серед чоловіків та 20% серед жінок). 97% осіб були найманими працівниками, а 0% — самозайнятими.

## Клімат
Середня річна температура становить 4,8°C, середня максимальна – 17,9°C, а середня мінімальна – -8,4°C. Середня річна кількість опадів – 1 630 мм.
| Клімат поселення                              | Клімат поселення | Клімат поселення | Клімат поселення | Клімат поселення | Клімат поселення | Клімат поселення | Клімат поселення | Клімат поселення | Клімат поселення | Клімат поселення | Клімат поселення | Клімат поселення | Клімат поселення |
| Показник                                      | Січ.             | Лют.             | Бер.             | Квіт.            | Трав.            | Черв.            | Лип.             | Серп.            | Вер.             | Жовт.            | Лист.            | Груд.            |                  |
| Середній максимум, °C                         | −1,65            | −2,13            | 0,88             | 5,10             | 8,50             | 12,74            | 15,99            | 17,94            | 15,56            | 10,86            | 6,48             | 1,46             |                  |
| Середня температура, °C                       | −4,8             | −5,23            | −2,26            | 1,96             | 5,36             | 9,65             | 13,34            | 15,29            | 12,90            | 8,19             | 3,79             | −1,21            |                  |
| Середній мінімум, °C                          | −7,9             | −8,35            | −5,36            | −1,15            | 2,24             | 6,50             | 10,66            | 12,61            | 10,23            | 5,50             | 1,14             | −3,89            |                  |
| Норма опадів, мм                              | 151              | 125              | 121              | 123              | 120              | 134              | 127              | 126              | 128              | 150              | 165              | 160              |                  |
| Середньомісячна швидкість вітру, м/с          | 7.80             | 7.40             | 7.00             | 6.30             | 5.30             | 4.80             | 4.40             | 4.60             | 5.30             | 6.10             | 6.95             | 7.69             |                  |
| Середньомісячна сонячна радіація, кДж/м²·день | 3949             | 6904             | 11304            | 14690            | 17821            | 19282            | 18611            | 16228            | 12307            | 7562             | 4312             | 3117             |                  |
| --------------------------------------------- | ---------------- | ---------------- | ---------------- | ---------------- | ---------------- | ---------------- | ---------------- | ---------------- | ---------------- | ---------------- | ---------------- | ---------------- | ---------------- |
| Джерело:                                      |                  |                  |                  |                  |                  |                  |                  |                  |                  |                  |                  |                  |                  |